# Hemeya Tanjy
Hemeya Tanjy, né le 1er mai 1998 à Teyareth, est un footballeur international mauritanien, qui joue au poste d'avant-centre au Al-Ittihad Tripoli.

## Biographie

### En club
Hemeya Tanjy joue de 2017 à 2018 à l'ASC Tidjikja.
Le 1er juillet 2018, il rejoint le FC Nouadhibou. Avec Nouadhibou, il remporte le titre de champion de Mauritanie à trois reprises (en 2019, 2020 et 2021). Lors de la saison 2020-21, Tanjy termine meilleur buteur du championnat avec 19 buts inscrits.
Avec le FC Nouadhibou, il découvre la ligue des champions de la CAF, disputant son premier match le 15 septembre 2019 face au Wydad Casablanca (défaite 2-0). Cette même saison, il dispute aussi pour la première fois la coupe de la confédération. Le 29 novembre 2020, il inscrit son premier but en ligue des champions face à l'Asante Kotoko (match nul 1-1). En tant que capitaine la saison suivante, après avoir marqué un but face à l'ESAE FC au tour précédent, il inscrit un doublé au second tour de qualification face à l'ES Sétif.

### En sélection
En 2016, avec l'équipe de Mauritanie des moins de 20 ans, il participe aux éliminatoires de la CAN des moins de 20 ans 2017, et inscrit deux buts en autant de matchs.
Avec l'équipe de Mauritanie, Hemeya Tanjy participe au CHAN 2018 organisé au Maroc. Durant la compétition, il honore sa première cape avec les Mourabitounes le 13 janvier 2018 face au pays organisateur. En effet, lors de cette défaite 4-0, il remplace Moussa Samba à la 77e minute de jeu. Il est titularisé lors des deux matchs suivant face au Soudan et à la Guinée, qui se solderont par deux défaites menant à l'élimination de la Mauritanie.
Il est sélectionné par Corentin Martins pour participer à la Coupe d'Afrique des nations 2019 disputée en Égypte, la première participation de la Mauritanie à cette compétition. Il ne dispute aucun match lors de la celle-ci, et voit ses coéquipiers être éliminés en phase de groupes. Il inscrit son premier but en sélection nationale le 9 octobre 2020 lors d'une victoire 2-1 face au Sierra Leone en match amical.
Avec la Mauritanie, il participe à la Coupe arabe 2021. Il dispute les trois matchs de groupe et inscrit, dans le temps additionnel, le but de la victoire 2-1 des siens lors de l'ultime match face à la Syrie. Il fait partie de la liste finale de la Mauritanie pour participer à la Coupe d'Afrique des nations 2021 disputée en janvier 2022 au Cameroun. En décembre 2023, il est retenu dans la liste des vingt-cinq joueurs mauritaniens sélectionnés par Amir Abdou pour disputer la Coupe d'Afrique des nations 2023.

## Palmarès

### En club
FC Nouadhibou
- Championnat de Mauritanie (3) :
  - Champion : 2019, 2020 et 2021.

### Distinction personnelle
- Meilleur buteur de l'histoire du championnat de Mauritanie avec 107 buts.
- Meilleur buteur du championnat de Mauritanie en 2016-17 (16 buts), 2020-21 (19 buts) et 2022-23 (21 buts).